# Xaffévillers

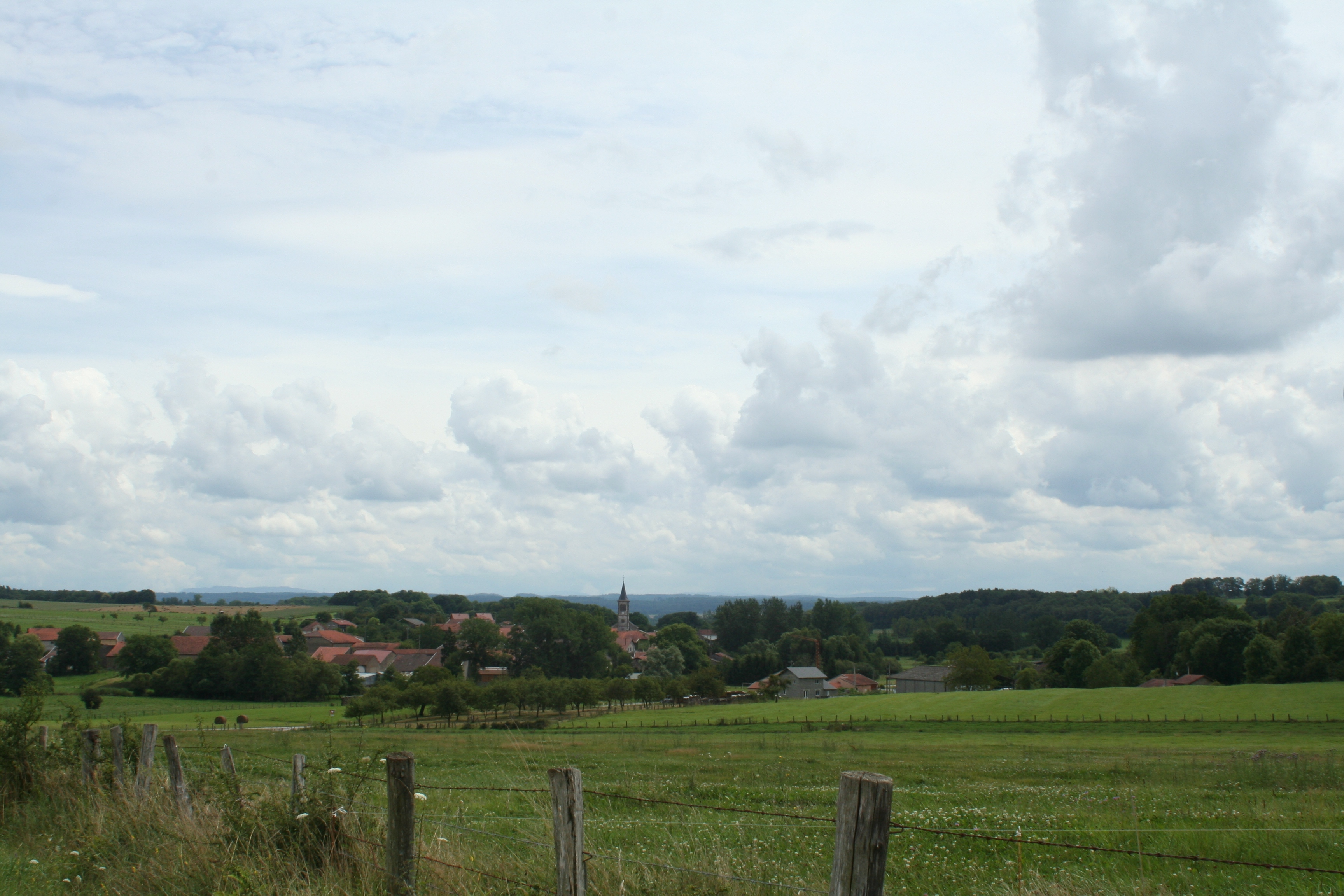
Xaffévillers

Xaffévillers – miejscowość i gmina we Francji, w departamencie Wogezy, w regionie Lotaryngia, nad rzeką Belvitte. Według danych na rok 2008, gminę zamieszkiwało 150 osób.